# IC 590
IC 590 ist ein wechselwirkendes Galaxienpaar im Sternbild Sextant südlich der Ekliptik. Es ist schätzungsweise 271 Millionen Lichtjahre von der Milchstraße entfernt.
Das Objekt wurde am 11. März 1893 vom französischen Astronomen Stéphane Javelle entdeckt.